# Zygmunt Klonowski
Zygmunt Klonowski (lit. Zygmunt Klonovski; ur. 7 grudnia 1955 w Wilnie) – litewski przedsiębiorca, działacz mniejszości polskiej na Litwie, wydawca dziennika „Kurier Wileński”.

## Życiorys
W 1978 ukończył studia w zakresie inżynierii transportu samochodowego w Wileńskim Instytucie Inżynierii Budownictwa.
Po ukończeniu studiów pracował w przedsiębiorstwach komunikacji samochodowej w Birżach, Nowej Wilejce, a od 1983 na Rossie. W latach 1980–1981 był także wykładowcą w Wileńskim Kombinacie Transportowym. W 1987 wspólnie z ojcem i bratem założył w Wilnie prywatną kooperatywę nr 3, która w 1989 została przekształcona w spółkę UAB „Klion”, gdzie pracuje do dziś, obecnie na stanowisku dyrektora. Od 1998 jest właścicielem i wydawcą „Kuriera Wileńskiego”.
23 sierpnia 1989 wspólnie z rodziną brał udział w „Bałtyckim łańcuchu”. Współpracował z Litewską Akademią Policyjną i Litewskimi Siłami Zbrojnymi, był założycielem klubu samochodowego „Akademija”. Wspierał renowacje zabytków i miejsc pamięci, m.in. cmentarza na Rossie. Był członkiem Litewskiego Związku Kooperatyw i jednym z założycieli Stowarzyszenia Przedsiębiorców Samochodowych, brał udział w zakładaniu Forum Przedsiębiorczości Polskiej na Litwie „Korona” i był jego pierwszym prezesem. Zakładał także Wileński Klub Przedsiębiorców.
W październiku 2015 wstąpił do Litewskiego Związku Wolności (LLS), gdzie stanął na czele Frakcji Polskiej. W wyborach w 2016 bezskutecznie kandydował z listy LLS oraz w okręgu jednomandatowym w Nowej Wilejce. W wyborach w 2020 ubiegał się o mandat posła na Sejm z listy Litewskiej Partii Zielonych. Później związał się z Związkiem Demokratów „W imię Litwy”, kandydował z jego listy do rady miejskiej Wilna w wyborach samorządowych w 2023.
Jest politycznym adwersarzem przewodniczącego Związku Polaków na Litwie oraz szefa AWPL-ZChR Waldemara Tomaszewskiego. Stoi na czele klubu Gazety Polskiej w Wilnie. Był jednym z inicjatorów komitetu wyborczego „Vilniečių „Lokys”, który wystartował w wyborach do rady miejskiej Wilna w 2019 i uzyskał w nich 0,44% głosów. Idea komitetu narodziła się w czasie nadzwyczajnego zjazdu Klubów „Gazety Polskiej” w Sulejowie rok wcześniej. 
Żonaty z Genowefą, ma trzech synów, w tym Rajmunda Klonowskiego.

## Odznaczenia
- Złoty Krzyż Zasługi (2002)[10]